# Jawaharlal Nehru Stadium (Kochi)
Das Jawaharlal Nehru International Stadium (auch als „Kaloor International Stadium“ bekannt) ist ein Cricket- und Fußballstadion in der südindischen Stadt Kochi im Bundesstaat Kerala.

## Geschichte
Das Stadion wurde 1996 eröffnet und bietet 60.500 Sitzplätze. Damit zählt es zu den größten Stadien des Landes. Seinen Namen hat die Sportstätte von Jawaharlal Nehru; seines Zeichens erster Ministerpräsident von Indien (1947 bis 1964). Ursprünglich als Fußballstadion gebaut, finden heute auch internationale Cricketspiele (ODI) statt. Aber auch u. a. Ausstellungen, Filmvorführungen oder politische Veranstaltungen finden auf dem weitläufigen Gelände statt. Die Fußballmannschaften vom FC Kochin sowie Chirag United Club Kerala tragen im Stadion ihre Heimspiele aus. Das markanteste Merkmal des Stadions sind die vier Masten der Flutlichtanlage. Die gebogenen Masten ragen weit über den Innenraum des Stadions. 
Die erste große Veranstaltung war der Nehru Cup 1997, ein vom indischen Fußballverband organisiertes Fußballturnier. Bei dem Spiel Indien gegen den Irak drängten sich etwa 100.000 Menschen in das überfüllte Stadion. Der erste One-Day International fand am 1. April 1998 in Stadion von Kochi statt. Damals trafen die Cricket-Teams von Indien und Australien aufeinander. Im Jahr 2006 wurde die Anlage einer Renovierung unterzogen. Dabei sollten auch die Tribünen überdacht werden; was aber nicht geschah. 
2010 wurde das Jawaharlal Nehru International Stadium modernisiert. Es wurde ein Dach errichtet; auf den Tribünen werden Sitzschalen angebracht und der Spielfeldrasen erneuert. Während der IPL-Saison 2011 diente das Stadion unter anderem als Heimstadion der Kochi Tuskers Karela, die jedoch nach dieser Saison aufgelöst wurden. Es gibt Pläne der Kerala Cricket Association ein reines Cricketstadion für 50.000 Zuschauer in Edakochi (knapp zehn Kilometer südlich von Kochi gelegen) zu bauen. Dieses sollte im Jahr 2012 fertiggestellt werden, wurde jedoch auf Grund von Zweifeln bezüglich der Umweltverträglichkeit zunächst gestoppt.